# Alejandro Biondini
Pour les articles homonymes, voir Biondini.
Alejandro Carlos Biondini (né le 12 janvier 1956 à Buenos Aires) est un homme politique argentin lié à différents groupes politiques nationalistes et nationaux-socialistes tels que le Partido Nuevo Triunfo, interdit par la justice argentine en 2009, et le Partido Bandera Vecinal, qui a un statut juridique depuis 2014 à la suite d'une décision de justice qui lui a permis de se porter candidat aux élections et qui a également été désigné comme organisation idéologique nazie,,.
Il est candidat à l'Élection présidentielle argentine de 2019.

## Biographie
En 1981, il était secrétaire général de la jeunesse péroniste de la capitale fédérale. Dans une note du journal La Razón de Chivilcoy, il a déclaré : « Mes origines sont dans le péronisme, j'ai été secrétaire général de la Jeunesse péroniste en 1981 en plein régime militaire et rompu avec le fait que la PJ ait participé au gouvernement de Carlos Menem, car Une chose est ce qui a été dit dans la campagne et une autre quand il a assumé ».
En avril 1988, au coin de la Floride et de Bartolomé Mitre[incompréhensible], devant les médias, il fait l'apologie de la violence : « pour chacun des nôtres, cinq d’entre eux vont tomber. » Biondini a été arrêté puis conduit à la prison de Villa Devoto.
Le 14 mars 1990, après avoir rompu avec les structures du Parti justicialiste, il crée le Parti nationaliste ouvrier (PNT), appelé plus tard Partido Nuevo Triunfo.
Malgré son nom, le Partido Nuevo Triunfo n'a jamais été un parti politique légalement reconnu comme tel. Sur le plan judiciaire, il s'est vu refuser le statut juridique au motif qu'il occuperait des positions idéologiques proches du nazisme et de l'antisémitisme.

### Politique
Il prône une politique ultranationaliste et judéophobe, selon des médias argentins et pro-israéliens, il serait néo-nazi et antisémite,.
Biondini est également un farouche antibritannique et antisioniste, il prône la fermeture des ambassades israéliennes et britanniques en Argentine. Il se réclame être un fervent défenseur de l'État palestinien,.
Il est proche de l'organisation néonazie chilienne Patria Nueva Sociedad (PNS), dont il héberge du contenu sur internet à travers son site Ciudad Libertad de Opinión. Son parti, le PNT, participe au congrès mondial néonazi organisé par PNS en avril 2000. En septembre 2000, Alexis López (es), fondateur du PNS, intervient lors d'un rassemblement du PNT afin de soutenir sa candidature présidentielle. En 2005, leurs relations se refroidissent en raison de l'invitation par le PNS d'Israël Shamir à une conférence, que le PNT tient pour « un sioniste », bien qu'il ne soit ni sioniste ni même juif.

## Élections présidentielles argentines 2019
Le 24 mai 2019, Biondini a présenté sa candidature à l'élection présidentielle de l'Argentine en 2019 dans les locaux de l'Unione e Benevolenza de la ville autonome de Buenos Aires et a présenté l'ancien lieutenant-colonel Enrique Venturino comme candidat à la vice-présidence.
Aux élections PASO (primaires), le Fronte Patriota a obtenu 0,24 %, soit un total de 58 573 voix. Bien qu'il n'ait pas réussi aux élections générales d'octobre, le front dirigé par Biondini a surpassé le Mouvement pour l'action de voisinage (0,14 %), qui a conduit Cordovan Raúl Albarracín à la présidence. et le Parti national autonome (0,13 %), dirigé par l'ancien gouverneur des Corrientes, José Antonio Romero Feris.